# Félix d'Urgell
Pour les articles homonymes, voir Félix.
Félix, évêque d'Urgell (mort en 818) était un clerc, lettré et théologien du VIIIe siècle.

## Biographie
La date de sa nomination est ignorée. Il vit au monastère Sant Sadurní de Tabernoles, au pied des Pyrénées.
Il est mentionné à partir de 790, lorsque son enseignement est critiqué par Benoît d'Aniane et par Alcuin. Félix est en effet avec Élipand, archevêque de Tolède, le meneur du mouvement adoptianiste à son époque. Félix s'appuie pour cela sur des passages bibliques et, comme Abélard trois siècles plus tard, sur l'usage de la dialectique.
Le concile de Francfort de 794 condamne ces idées comme une hérésie : l'hérésie félicienne (Haeresis Feliciana). Les motivations politiques de la controverse ne peuvent être niés, Tolède échappant à l'influence impériale et Urgell se situant dans la marche d'Espagne, conquise si difficilement par Charlemagne et Roland en 778.
Privé de son siège épiscopal à partir de 799, il finit par se rétracter, et est exilé à Lyon sous la surveillance de Leidrade. Il y meurt, probablement en 818. Agobard, le successeur de Leidrade, retrouvera des écrits de Félix où celui-ci révèle l'insincérité de sa rétractation.